# آلیسون بارتوزیک
آلیسون بارتوزیک (انگلیسی: Alison Bartosik؛ زادهٔ april ۲۰, ۱۹۸۳ (۴۱ سال)) از برندگان مدال‌های بازی‌های المپیک تابستانی و ورزشکار شنای موزون اهل ایالات متحده آمریکا است.
وی در مسابقات کشوری و بین‌المللی در مجموع برندهٔ ۲ مدال برنز شده‌است.